# Спомен-костурница у Багрдану
Спомен-костурница у Багрдану подигнута је и освећена 1934. године у порти црква Светог архангела Гаврила.
Костурница је постављена у јужном делу порте багрданске цркве, у згради која служи и за потребе парохијана и као канцеларија црквене општине. Зидање костурнице је започето 10. јула 1933. године. За њено подизање велику заслугу имају протојереј-ставрофор Љубисав Поповић, начелник Министарства правде и шеф Одсека за ратничка гробља у земљи и на страни и тадашњи свештеник багрдански Светомир Стевановић.
У крипти костурнице положене су кости војника Српске војске изгинулих на положајима око Багрдана у периоду од 1914. до 1915. године. У костурницу су пренешени и посмртни остаци војника из спомен-костурнице у Јагодини.